# Escala de Mercalli

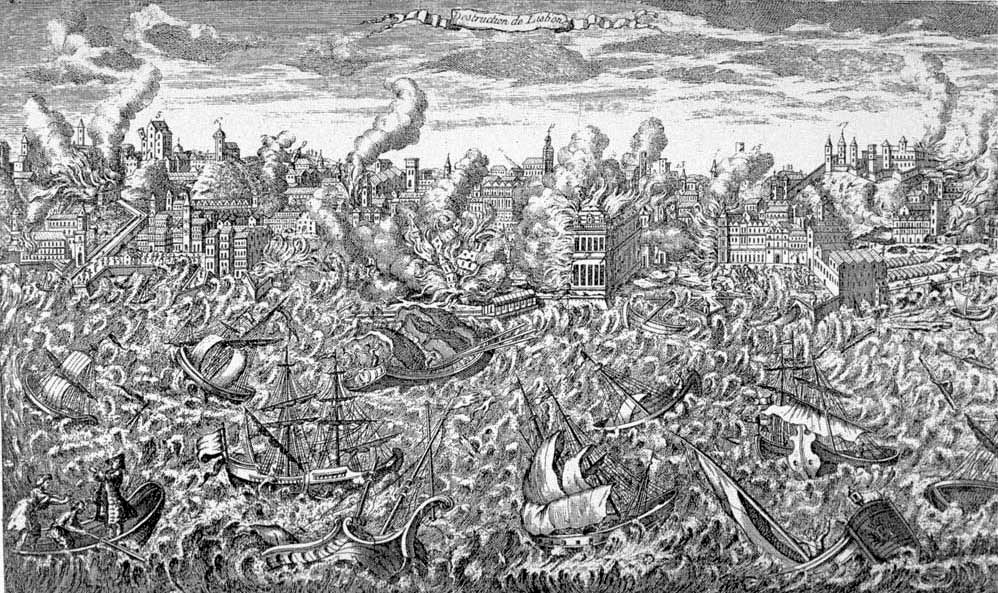
Gravura em cobre mostrando os efeitos do Terramoto de 1755 em Lisboa (graus X-XI na escala Mercalli).

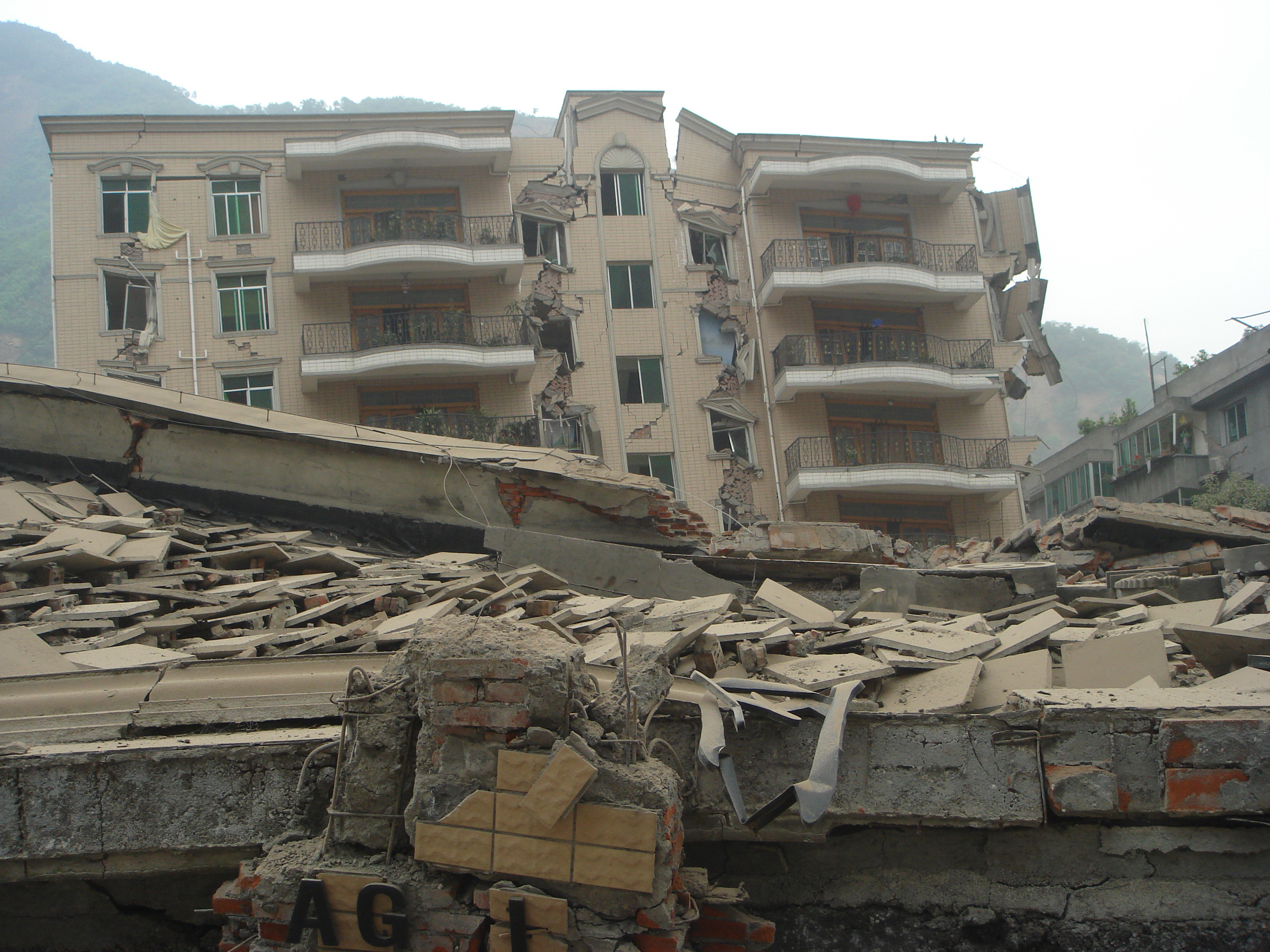
Efeitos de um sismo de grau X (terramoto de Sichuan, China).

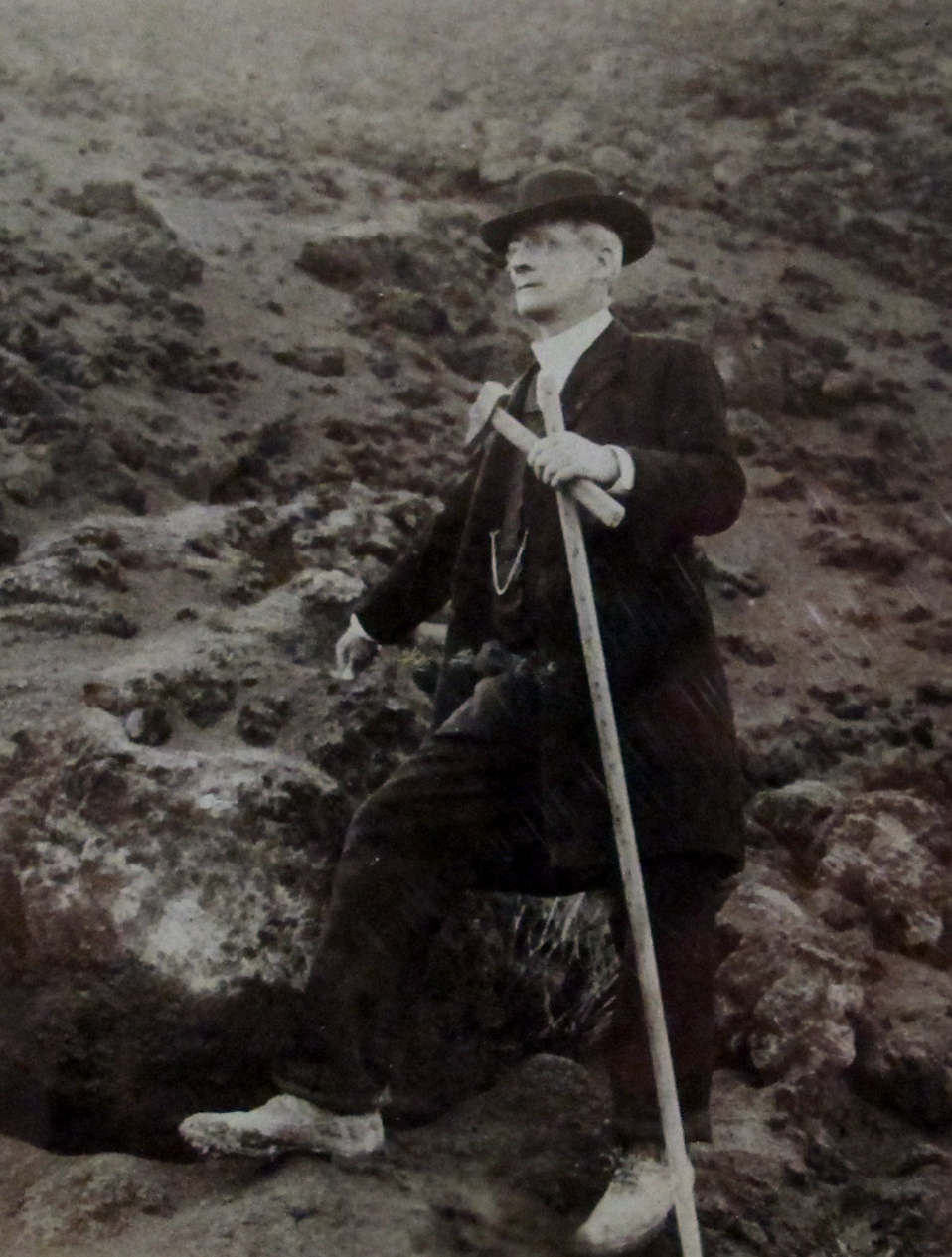
Giuseppe Mercalli, o autor da Escala de Mercalli.

A escala de Mercalli, na actualidade em rigor a Escala de Mercalli Modificada, é uma escala qualitativa usada para determinar a intensidade de um sismo a partir dos seus efeitos sobre as pessoas e sobre as estruturas construídas e naturais. Foi elaborada pelo vulcanólogo e sismólogo italiano Giuseppe Mercalli, em 1902, daí o nome que ostenta. Os efeitos de um sismo são classificados em graus, denotados pelos numerais romanos de I a XII, com o grau I a corresponder a um tremor não sentido pelas pessoas, e o grau XII à alteração calamitosa do relevo da região afectada.

## Enquadramento
Como a intensidade de um sismo é um parâmetro que caracteriza os efeitos produzidos nas pessoas, objectos, estruturas construídas e meio ambiente, num determinado local, sendo uma escala de intensidade, a escala de Mercalli avalia os efeitos do sismo sobre cada ponto do território, pelo que os valores variam em função da distância à região epicentral (onde é mais intenso, dada a proximidade da região de libertação de energia), dependendo ainda das características geo-estruturais dos terrenos atravessados pelas ondas sísmicas e do tipo de povoamento e características das construções. Esta variação espacial dos efeitos permite traçar as isossistas do sismo, ou seja linhas que delimitam no território as áreas onde o sismo foi sentido com igual intensidade.
Assim, numa escala de intensidade, como é o caso, a cada conjunto de efeitos corresponde um determinado grau de intensidade, pelo que a intensidade em determinado sítio depende não só da energia libertada pelo sismo (magnitude), mas também da distância a que esse sítio se encontra do local em que foi gerado o sismo, e das características geológicas do sítio. Como as restantes escalas de intensidade, a escala de Mercalli é qualitativa, não fornecendo informação absoluta sobre o sismo, já que os efeitos observados dependem em absoluto das características do local onde sejam avaliados: um sismo de magnitude 8 na escala de Richter num deserto inabitado é classificado como I na escala de Mercalli, enquanto que um sismo de menor magnitude sísmica, por exemplo 5 na escala de Richter, numa zona onde as construções são débeis e pouco preparadas para resistir a terramotos, pode causar efeitos devastadores e ser classificado com intensidade IX na escala Mercalli.
A avaliação está também sujeita a elevada subjectividade, uma vez que se baseia na observação humana. Para contrariar essa subjectividade, os observadores são treinados e a escala inclui um conjunto de parâmetros objectivos que devem ser verificados. Nesse contexto é crítica a classificação das alvenarias e das técnicas construtivas utilizadas, já que diferenças na sua qualidade podem marcar a diferença entre danos marginais e a destruição total de um edifício.

## Antigas versões da escala Mercalli

### Escala Mercalli
A escala Mercalli original foi uma alteração, feita por Giuseppe Mercalli em 1902, à escala Rossi-Forel, de dez graus. A alteração visou dar maior precisão aos conceitos e criar uma divisão entre graus que correlacionasse melhor os efeitos observados sobre os edifícios (na Itália) com as características dos sismos, nomeadamente a aceleração e a amplitude do movimento. A escala teve grande aceitação, paulatinamente substituindo a escala em que se baseava.
Ao longo de quase um século de utilização, a escala de Mercalli foi objecto de múltiplas alterações, algumas de natureza local ou regional, visando a sua adequação às características construtivas dos edifícios de determinado país ou região. Outras alterações visaram melhorar a correlação entre as características geofísicas dos sismos e os seus efeitos. Com o tempo e com a melhoria dos conhecimentos dos efeitos dos sismos sobre os edifícios, a escala Mercalli original caiu em desuso, substituída na actualidade pela Escala Mercalli Modificada.

### Escala Mercalli-Cancani-Sieberg (MCS)
A "Escala Mercalli-Cancani-Sieberg" (MCS) teve a sua origem nas alterações introduzidas em 1903 pelo geofísico italiano Adolfo Cancani na escala original de Mercalli. As alterações consistiram numa definição de intervalos de aceleração que correspondiam, grosso modo, aos estragos observados nas condições típicas das habitações italianas da época. A escala não teve grande sucesso, sendo ao tempo pouco utilizada.
Contudo, a partir do trabalho de Cancani, em 1930 o geofísico alemão August Heinrich Sieberg produziu uma nova versão, a qual aumentou e melhorou a descrição dos efeitos dos sismos, introduzindo para os sismos mais fracos uma avaliação das pessoas que os sentiram e para os mais fortes, uma descrição dos efeitos sobre as diversas tipologias de edifícios. Nesta escala, o aumento de um grau na intensidade corresponde idealmente a uma duplicação na aceleração horizontal causada pelo sismo.
A escala teve largo uso, em especial nos países do sueste europeu, onde se manteve em uso até finais do século XX, sendo então substituída pela Escala Mercalli Modificada. Uma versão da escala está disponível na página da Protecção Civil Italiana.

### Escala Mercalli-Wood-Neumann (MWN)
A "escala Mercalli-Wood-Neumann", por vezes referida apenas por "escala Wood-Neuman", foi apresentada em 1931 pelos sismologistas norte-americanos Harry Wood e Frank Neumann. A escala foi desenvolvida a partir da escala de Mercalli-Sieberg, da qual pouco difere, nela introduzindo apenas os efeitos dos sismos sobre veículos motorizados e sobre edifícios altos.
Apesar de aprovada num congresso internacional de sismologia, caiu rapidamente em desuso, substituída a partir de meados da década de 1960 pela escala de Mercalli Modificada. A escala, apesar de pouco utilizada, é frequentemente referida em cartas de risco e em textos técnicos das últimas décadas. Uma versão completa da escala está disponível na página da United States Geological Survey (USGS).

## Escala Mercalli Modificada (MM)
A "Escala Mercalli Modificada" (versão de 1956), em geral designada "Escala MM" ou "MMS", é a escala de intensidade sísmica mais utilizada no Mundo, tendo versões oficiais em múltiplas línguas. A versão corrente da escala data de 1956 e resultou dos melhoramentos introduzidos por Charles Richter, o criador da escala de Richter, na "escala Mercalli-Wood-Neumann" (MWN) que havia sido publicada em 1931.
Em geral existe uma versão simplificada, utilizada na comunicação social e para comunicação com o público em geral, e uma versão técnica utilizada pelos técnicos de sismologia e de engenharia e pelos serviços de protecção civil para avaliação da intensidade sísmica. As tabelas que se seguem apresentam uma versão em língua portuguesa da Escala MM nas suas formas simplificada e completa. Na União Europeia pretende-se substituir a Escala Mercalli pela Escala Macrossísmica Europeia, menos subjectiva, na avaliação e comunicação oficial dos efeitos dos sismos.
Escala de Mercalli Modificada (1956) — versão simplificada
Graus de intensidade sísmica
| I    | Imperceptível  | Não sentido. Apenas registado pelos sismógrafos. |
| II   | Muito fraco    | Sentido por um muito reduzido número de pessoas em repouso, em especial pelas que habitam em andares elevados. |
| III  | Fraco          | Sentido por um pequeno número de pessoas. Bem sentido nos andares elevados. |
| IV   | Moderado       | Sentido dentro das habitações, podendo despertar do sono um pequeno número de pessoas. Nota-se a vibração de portas e janelas e das loiças dentro dos armários. |
| V    | Forte          | Praticamente sentido por toda a população, fazendo acordar muita gente. Há queda de alguns objectos menos estáveis e param os pêndulos dos relógios. Abrem-se pequenas fendas nos estuques das paredes.                                                                         |
| VI   | Bastante forte | Provoca início de pânico nas populações. Produzem-se leves danos nas habitações, caindo algumas chaminés. O mobiliário menos pesado é deslocado. |
| VII  | Muito forte    | Caem muitas chaminés. Há estragos limitados em edifícios de boa construção, mas importantes e generalizados nas construções mais frágeis. Facilmente perceptível pelos condutores de veículos automóveis em trânsito. Desencadeia pânico geral nas populações.                  |
| VIII | Ruinoso        | Danos acentuados em construções sólidas. Os edifícios de muito boa construção sofrem alguns danos. Caem campanários e chaminés de fábricas. |
| IX   | Desastroso     | Desmoronamento de alguns edifícios. Há danos consideráveis em construções muito sólidas. |
| X    | Destruidor     | Abrem-se fendas no solo. Há cortes nas canalizações, torção nas vias de caminho de ferro e empolamentos e fissuração nas estradas. |
| XI   | Catastrófico   | Destruição da quase totalidade dos edifícios, mesmo os mais sólidos. Caem pontes, diques e barragens. Destruição das redes de canalização e das vias de comunicação. Formam-se grandes fendas no terreno, acompanhadas de desligamento. Há grandes escorregamentos de terrenos. |
| XII  | Cataclismo     | Destruição total. Modificação da topografia. Nunca foi presenciado no período histórico. |

Escala de Mercalli Modificada (1956) — versão completa
Graus de intensidade sísmica
| Nível de escala    | Condições do solo |
| I. Imperceptível   | Não sentido. Efeitos marginais e de longo período no caso de grandes sismos. |
| II. Muito fraco    | Sentido pelas pessoas em repouso nos andares elevados de edifícios ou favoravelmente colocadas. |
| III. Fraco         | Sentido dentro de casa. Os objectos pendentes baloiçam. A vibração é semelhante à provocada pela passagem de veículos ligeiros. É possível estimar a duração mas pode não ser reconhecido como um sismo. |
| IV. Moderado       | Os objectos suspensos baloiçam. A vibração é semelhante à provocada pela passagem de veículos pesados ou à sensação de pancada de uma bola pesada nas paredes. Carros estacionados balançam. Janelas, portas e loiças tremem. Os vidros e as loiças chocam e tilintam. Na parte superior deste grau as paredes e as estruturas de madeira rangem. |
| V. Forte           | Sentido fora de casa; pode ser avaliada a direcção do movimento; as pessoas são acordadas; os líquidos oscilam e alguns extravasam; pequenos objectos em equilíbrio instável deslocam-se ou são derrubados. As portas oscilam, fecham-se ou abrem-se. Os estores e os quadros movem-se. Os pêndulos de relógio param ou iniciam ou alteram o seu estado de oscilação. |
| VI. Bastante forte | Sentido por todos. Muitos assustam-se e correm para a rua. As pessoas sentem falta de segurança. Os pratos, as loiças, os vidros das janelas, os copos partem-se. Objectos ornamentais e livros caem das prateleiras. Os quadros caem das paredes. As mobílias movem-se ou tombam. Os estuques fracos e alvenarias de qualidade inferior (tipo D) fendem. Pequenos sinos tocam (igrejas e escolas). As árvores e arbustos são visivelmente agitadas e ouve-se o respectivo ruído. |
| VII. Muito forte   | É difícil permanecer em pé. É notado pelos condutores de automóveis. Objectos pendurados tremem. As mobílias partem. Verificam-se danos nas alvenarias de qualidade inferior (tipo D), incluindo fracturas. As chaminés fracas partem ao nível das coberturas. Queda de reboco, tijolos soltos, pedras, telhas, cornijas, parapeitos soltos e ornamentos arquitectónicos. Algumas fracturas nas alvenarias de qualidade intermédia (tipo C). Ondas nos tanques. Água turva com lodo. Pequenos desmoronamentos e abatimentos ao longo das margens de areia e de cascalho. Os grandes sinos tocam. Os diques de betão armado para irrigação são danificados. |
| VIII. Ruinoso      | Afecta a condução dos automóveis. Danos nas alvenarias de qualidade intermédia (tipo C) com colapso parcial. Alguns danos na alvenaria de boa qualidade (tipo B) e nenhuns na alvenaria de qualidade superior (tipo A). Quedas de estuque e de algumas paredes de alvenaria. Torção e queda de chaminés, monumentos, torres e reservatórios elevados. As estruturas movem-se sobre as fundações, se não estão ligadas inferiormente. Os painéis soltos no enchimento de paredes são projectados. As estacarias enfraquecidas partem. Mudanças nos fluxos ou nas temperaturas das fontes e dos poços. Fracturas no chão húmido e nas vertentes escarpadas.  |
| IX. Desastroso     | Pânico geral. Alvenaria de qualidade inferior (tipo D) destruída; alvenaria de qualidade intermédia (tipo C) grandemente danificada, às vezes com completo colapso; as alvenarias de boa qualidade (tipo B) seriamente danificadas. Danos gerais nas fundações. As estruturas, quando não ligadas, deslocam-se das fundações. As estruturas são fortemente abanadas. Fracturas importantes no solo. Nos terrenos de aluvião dão-se ejecções de areia e lama; formam-se nascentes e crateras arenosas. |
| X. Destruidor      | A maioria das alvenarias e das estruturas são destruídas com as suas fundações. Algumas estruturas de madeira bem construídas e pontes são destruídas. Danos sérios em barragens, diques e aterros. Grandes desmoronamentos de terrenos. As águas são arremessadas contra as muralhas que marginam os canais, rios e lagos; lodos são dispostos horizontalmente ao longo de praias e margens pouco inclinadas. Vias-férreas levemente deformadas. |
| XI. Catastrófico   | Vias-férreas grandemente deformadas. Canalizações subterrâneas completamente avariadas. |
| XII. Cataclismo    | Grandes massas rochosas deslocadas. Conformação topográfica distorcida. Objectos atirados ao ar. |